# Antonio Martino
Antonio Martino (født 22. december 1942 i Messina, død 5. marts 2022) var en italiensk poitiker, der har været udenrigsminister i 1994 og forsvarsminister fra 2001 til 2006. Han er en af grundlæggerne af partiet Forza Italia og havde partikort nummer 2.
Martino blev født i Messina og var søn af den tidligere udenrigsminister Gaetano Martino, der var et fremstående medlem af det italienske liberale parti PLI. Han blev valgt til det italienske parlament i 1994 og genvalgt i 1996 og 2001.
I 1992 blev Martino professor i økonomi på LUISS Universitetets institut for statskundskab. Han er forfatter til 11 bøger og over 150 afhandlinger og artikler om økonomisk teori og policy. Han har været en flittig bidragsyder til italienske og internationale blade og aviser og italiensk TV og radio.
I 1988-1990 var Martino formand for Mont Pelerin Society, et internationalt netværk af klassiske liberale, grundlagt i 1947 af nobelpris-vinderen Friedrich A. Hayek.